# Caryville (Florida)
Caryville è un comune degli Stati Uniti d'America, situato in Florida, nella Contea di Washington.